# 1917 en droit
Cet article présente les faits marquants de l'année 1917 en droit.

## Événements

### Novembre
- 6 - 7 novembre (nuit du 24 au 25 octobre selon le calendrier julien, utilisé dans l'empire russe) : début de la révolution d'Octobre. À la suite de l'insurrection organisée par Trotsky, le Congrès panrusse des Soviets proclame le transfert du pouvoir dans tout l'empire russe aux soviets des délégués ouvriers et paysans.
- 7 novembre (25 octobre dans l'empire russe) : le Conseil des commissaires du peuple remplace le gouvernement provisoire révolutionnaire.
- 15 novembre : décret sur les nationalités, encore appelé Déclaration des droits des peuples de Russie[1],[2],[3], pris par le Conseil des commissaires du peuple soviétique.

### Décembre
- 15 décembre : signature d'un armistice à Brest-Litovsk[4] entre les nouveaux dirigeants russes et les Empires centraux.